# Гуро, Анри
Анри́ Гуро́ (фр. Henri Gouraud, р. 1944 г.) — французский исследователь-математик, специалист в области компьютерной графики, изобретатель одного из первых алгоритмов тонирования трёхмерных моделей (метод тонирования Гуро).
С 1964 по 1967 годы учился в Центральной школе искусств и мануфактур. Степень доктора философии получил в университете Юты в 1971 году, защитив под руководством Дэвида С. Эванса и Айвена Сазерленда диссертацию «Компьютерная визуализация криволинейных поверхностей» (Computer Display of Curved Surfaces).
Широко известные изображения человеческого лица, демонстрирующие разработанный им метод тонирования, были созданы на основании модели лица его жены Сильвии Гуро.